# Supremacisme blanc
El supremacisme blanc (en anglès: White supremacy) és un corrent de pensament racista que creu que la raça blanca, definida mitjançant criteris acientífics, hauria de tenir el control sobre les altres races per raó de la seva "superioritat". Aquesta ideologia té una forta presència en els Estats Units d'Amèrica, amb grups com Nació Ària, fundat per Richard Girnt Butler, o el Ku Klux Klan.
El terme es fa servir per descriure una ideologia política que perpetua i manté la dominació social, política, històrica, cultural o industrial de les persones identificades com de raça blanca. La ideologia es posa de manifest històricament en les estructures sociopolítiques com l'esclavatge, les lleis de segregació racial en el Sud dels Estats Units (les lleis Jim Crow) o l'Apartheid a Sud-àfrica. Les diferents formes de suprematisme blanc, estan basades en les diferents concepcions de qui és considerat blanc, i de com es defineixen les identitats dels altres grups ètnics i culturals en oposició.
En cercles acadèmics, particularment en la teoria crítica racial, el terme "supremacisme blanc" també s'ha utilitzat per referir-se en termes generals a un sistema polític i socioeconòmic en el qual gent considerada de raça blanca gaudeix d'una posició d'avantatge estructural sobre els altres grups ètnics, tant col·lectivament com individual.

## Història
Es poden trobar precursors i fonaments ideològics de la supremacia blanca en el racisme científic del segle xvii.

### Estats Units
La supremacia blanca és una tendència política que va gaudir de dominància en els EUA fins i tot després de la Guerra Civil Americana, i que ha persistit fins al present en diferents nivells de rellevància. Després de la Guerra Civil, va persistir en aquesta posició dècades després de l'era de reconstrucció. En grans parts del país, consistia en mantenir persones no considerades de raça blanca (especialment persones afroamericanes) en situació legal d'esclavitud. L'esclat de la Guerra Civil va estendre la concepció que la supremacia blanca es podia entendre com a causa de la secessió i rebel·lió dels Estats del Sud dels Estats Units i la formació dels Estats Confederats d'Amèrica.
En algunes parts dels Estats Units, persones no considerades de raça blanca eren sistemàticament excluïdes de feines públiques, alienades i marginalitzades fins ben entrada la segona meitat del segle xx. En la fundació dels EUA, es va limitar el dret de vot a homes de raça blanca que tinguessin propietats, així com el dret de naturalització. La negació per llei de llibertats polítiques i socials continua fins ben entrat el segle xx, fins al moviment dels drets civils. En lleis d'immigració pre-1965, es declarava explícitament que els europeus del nord eren una sub-espècie superior de la raça blanca.
El terme supremacia blanca ha tornat a guanyar notorietat mediàtica en els darrers mesos del 2016 i principi del 2017 en relació al moviment alt-right i l'elecciò del President Donald J. Trump en les Eleccions presidencials dels Estats Units de 2016.

### Branques del supremacisme blanc
L'Extremisme en si mateix és una ideologia lícita i protegida en la major part de les democràcies, perseguible solament quan incita a l'odi o la discriminació o directament es tradueix en violència. Els grups que han creuat aquesta línia i que, per tant, poden ser classificats com a terroristes, són els següents:
Ku Klux Klan. (KKK) Fundat en el segle xix després de la Guerra de Secessió per soldats veterans, aquest moviment va arribar a aconseguir els cinc milions de membres en la dècada de 1920, encara que va perdre embranzida en la II Guerra Mundial. El seu discurs se centra en la xenofòbia, la supremacia blanca, l'homofòbia, l'antisemitisme, el racisme i l'anticomunisme. A més, la seva vinculació amb la violència ha sigut contínua al llarg de més d'un segle.
Nacionalisme blanc. És la categoria més àmplia, agrupa a aquells amb una ideologia que propugna la separació, política i econòmica, entre blancs i altres races, que són considerades inferiors en l'àmbit intel·lectual, físic i moral. Entre alguns dels grups de caràcter tradicional destaca Council of Conservative Citizens. En aquest apartat també cal esmentar a la denominada alt-right o dreta alternativa, un moviment que defuig de la correcció política i que abraça posicions properes al suprematisme blanc i altres manifestacions racistes. D'altra banda, Donald Trump va ser recolzat a Internet per algun dels seus membres. 
Neonazis. El primer grup neonazi nord-americà data de la dècada dels 50 del passat segle xx, l'anomenat George Lincoln Rockwell's American Nazi Party, que va arribar a comptar amb més de 1.500 membres. En l'actualitat, el grup més important és el National Socialist Movement de Detroit, amb uns 350 membres. Un dels seus punts ideològics fundacionals és el següent: "Haurà de ser evitada tota immigració no caucàsica. Demandem que tots els no caucàsics que actualment resideixen a Amèrica siguen requerits a abandonar la nació immediatament i tornar al seu territori d'origen".
Skinheads racistes. El racisme skinhead és tan sols una de les branques del moviment skinhead. El seu origen data dels anys 70 i el seu pensament és similar al dels neonazis. Una altra característica dels seus membres és el recurs a la violència com a activitat recreativa, amb eixides grupals orientades a aconseguir un enfrontament físic amb les seues víctimes. Els delictes d'odi protagonitzats per skinheads són múltiples, destacant l'assassinat d'una dona blanca a Phoenix el 2009, per anar acompanyada d'un home negre. Van ser atropellats i tirotejats. Els autors, Aaron Schmidt i Travis Ricci pertanyien a Vinladers Social Club; Wade Michael Page, l'autor de l'assassinat de sis persones en un temple Sikh d'Oak Creek, era membre d'Hammerskin.
Identitat Cristiana. Aquest és un moviment de caràcter sectari, que el seu objectiu és implantar una teocràcia cristiana als EUA (per a ells és la veritable Terra Promesa), que adopta una interpretació racista i antisemita de les escriptures. Entre altres particularitats, consideren que Déu va crear a les persones de raça no blanca en el mateix moment que als animals. També mantenen vincles amb grups com KKK o Aryan Nations.
Neo-confederats. Grups que troben a faltar els temps previs a la Guerra Civil. Pretenen restablir alguns dels aspectes previs al conflicte: esclavitud, segregació i lleis electorals, per exemple. El centre del seu pensament? La inferioritat dels negres. Aquest moviment, per desgràcia, segueix d'actualitat. En 2011, Michael Hill, el seu president, va arribar a mostrar la seva disposició a iniciar una guerra racial amb els negres. "Aquests grups neoconfederats són una alternativa a l'afiliació a grups com el KKK, que sovint es perceben com a caducs i obsolets", assenyala el text.
Bandes criminals a les presons. El primer grup conegut d'aquestes característiques va ser l'Aryan Brotherhood, nascut en la dècada de 1960, en la presó estatal de Califòrnia. Alguns grups, com Aryan Circle, compten amb més de 1.500 membres. La seva activitat es desenvolupa tant en les presons com fora d'elles, amb una gran participació en activitats de crim organitzat.
El Moviment de la Creativitat (en anglès: Creativity Movement) és un nou moviment religiós, originari dels Estats Units d'Amèrica, que fou anomenat anteriorment: World Church of the Creator. El moviment de la Creativitat, ha estat classificat pel Southern Poverty Law Center, com una organització racista, antisemita, homofòbica, xenofòbica i d'extrema dreta.